# Чёртова башня (Гибралтар)
Чёртова башня — старинная смотровая башня, часть укреплений Гибралтара. Башня находилась у северо-восточной оконечности Гибралтарской скалы. Была разрушена в 1940 году по приказу губернатора, поскольку перекрывала линию стрельбы гибралтарских орудийных батарей.
В 1926 году археолог Дороти Гаррод неподалёку от Башни Дьявола обнаружила останки неандертальца — так называемого «ребёнка Башни Дьявола» (Gibraltar 2) и древние орудия труда. Из останков мальчика Gibraltar 2 удалось секвенировать древнюю ДНК.

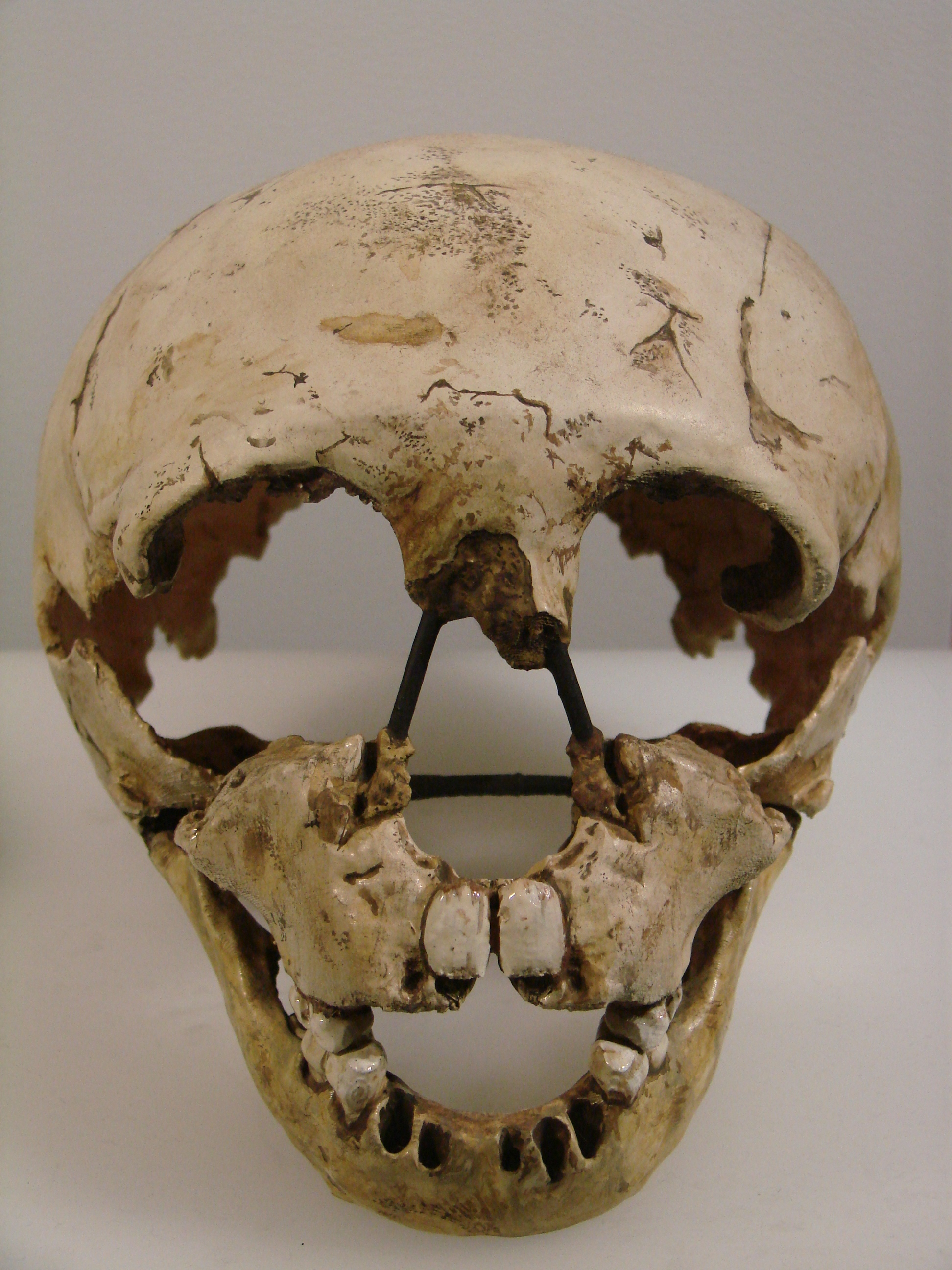
Череп неандертальца, обнаруженный у башни
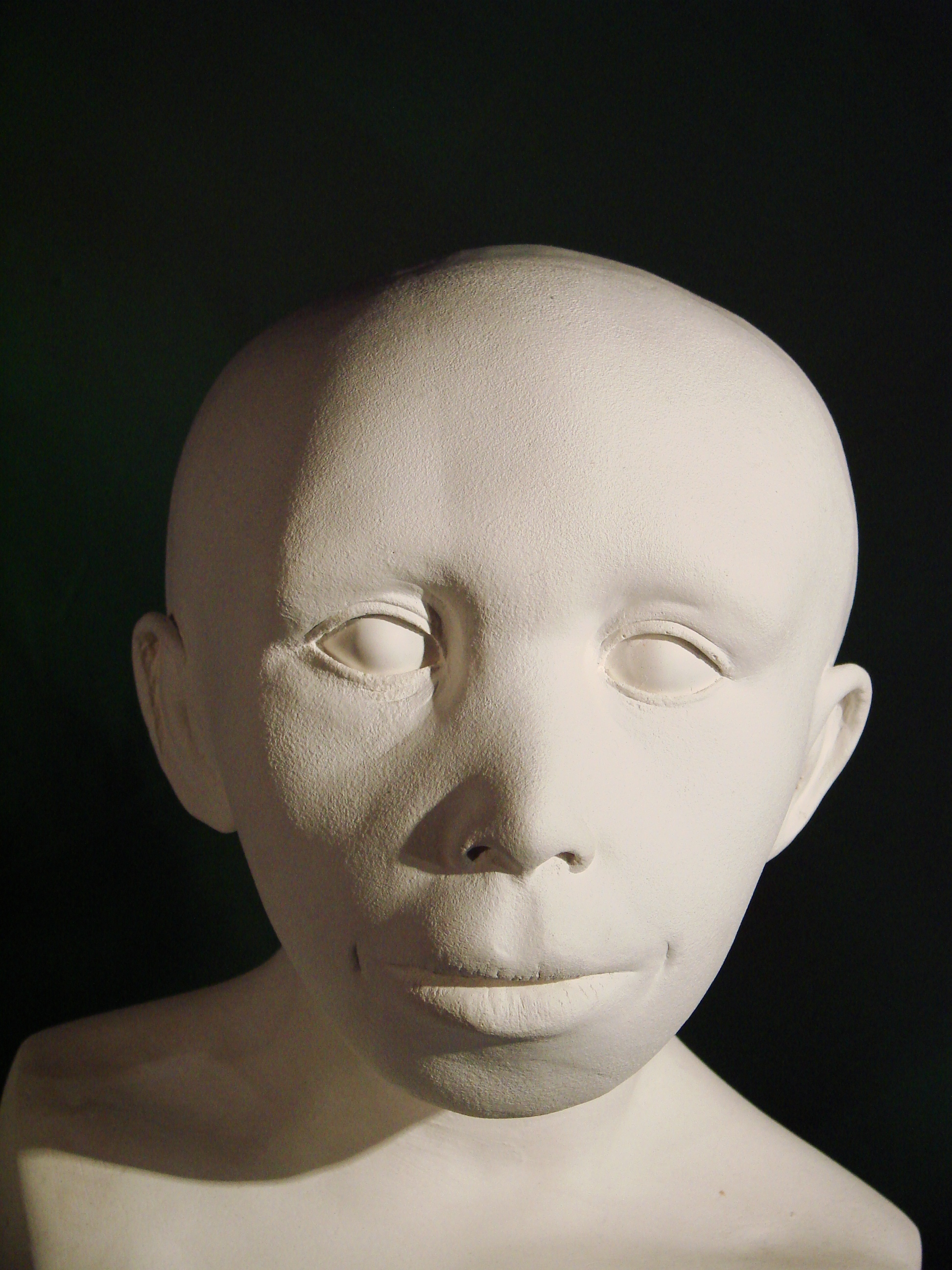
Реконструкция неандертальца, которому принадлежал череп